# Tempo de reação
Em psicologia, o tempo de reação (TR) é o tempo decorrido entre uma pessoa ser presenteada com um estímulo e a pessoa iniciar uma resposta motora a esse estímulo.. Geralmente é da ordem de 200 ms. Os processos que ocorrem durante este breve período de tempo permitem que o cérebro perceba o ambiente circundante, identifique um objeto de interesse, decida uma ação em resposta ao objeto e emita um comando motor para executar a ação. Esses processos abrangem os domínios da percepção e do movimento, e envolvem a tomada de decisão perceptiva e planejamento motor.